# Roy Khan
Roy Sætre Khantatat (tiếng Thái: รอย ขันธทัต; sinh ngày 12 tháng 3 năm 1970) là một ca sĩ-người viết bài hát người Na Uy. Thường được biết đến với tên gọi Roy Khan hoặc đơn giản là Khan, ông hiện là ca sĩ chính của ban nhạc progressive metal Na Uy Conception, và từng là ca sĩ chính của ban nhạc symphonic power metal Kamelot từ 1997 cho đến khi chia tay vào năm 2011. Ông đồng sáng tác hầu hết các ca khúc của Kamelot với người sáng lập và guitarist Thomas Youngblood trong thời gian hoạt động cùng ban nhạc. Khan từng tạm dừng các hoạt động âm nhạc trong khoảng thời gian từ 2011 tới 2018, khi ông ra mắt một ca khúc solo trên YouTube và công bố sự trở lại của Conception.

## Những năm đầu đời
Khan sinh ngày 12 tháng 3 năm 1970 trong một gia đình với mẹ là người Na Uy và bố là người Thái gốc Mỹ, và được đặt tên theo họ của cả hai. Ông ngoại của Khan, Kåre Sætre, có ảnh hưởng lớn tới niềm đam mê âm nhạc của ông, đôi khi Khan chia sẻ điều này trong một vài cuộc phỏng vấn. Sætre sau này cũng đã nhiều lần xuất hiện cùng với cháu trai của mình trên sân khấu.
Trong thời gian ở trường học, ông rút gọn tên của mình "Khantatat" thành "Khan" vì thấy rằng tên gọi này dễ dùng hơn. Khan bắt đầu ca hát từ khi còn nhỏ, và ở tuổi 17, trong khi đang ở trong phòng tắm của trường, Khan đã bị bắt gặp đang hát ca khúc "Alone" của Heart bởi một bạn học và được yêu cầu gia nhập ban nhạc của cậu ta. Sau khi tốt nghiệp trung học, Khan đã học về opera trong ba năm.

## Conception
Sau khi hoàn thành khoá học về opera, Khan gia nhập ban nhạc progressive metal Na Uy Conception, sau khi ca sĩ chính trước đó của ban nhạc chia tay vào năm 1991. Khan đã được chọn sau khi nhiều ca sĩ tiềm năng tham gia thử giọng. Ban nhạc phát hành một vài album trong những năm tiếp theo trước khi tan rã vào năm 1998, một năm sau khi Khan rời ban nhạc để theo đuổi sự nghiệp với Kamelot.
Năm 2005, Khan tái hợp với Conception và chơi nhạc tại lễ hội ProgPower USA VI năm 2005 vào ngày thứ sáu, 16 tháng 9 và lễ hội Na Uy Scream Magazine's 15 Years & 100 Issues Festival vào thứ bảy, ngày 1 tháng 10. Khan, guitarist Tore Østby (cũng được biết đến với ban nhạc ARK) và phần còn lại của Conception tái hợp; tại thời điểm đó thông tin đã được làm rõ rằng Khan sẽ tiếp tục hỗ trợ Kamelot.

## Kamelot
Năm 1997, Khan được tuyển chọn bởi người sáng lập Kamelot, Thomas Youngblood, sau khi ca sĩ trước đó của ban nhạc bị sa thải. Khan đảm nhiệm vai trò ca sĩ chính trong các album tiếp theo như "Siège Perilous" (1998), "The Fourth Legacy" (1999), "Karma" (2001), "Epica" (2003), "The Black Halo" (2005), "Ghost Opera" (2007), và "Poetry for the Poisoned" (2010).

### Những vấn đề về sức khoẻ và sự chia tay
Tháng 9 năm 2010, Khan gặp phải sự suy nhược về sức khoẻ và ngã gục trong buổi tập luyện cuối cùng cho chuyến lưu diễn sắp diễn ra. Ban đầu, ban nhạc đã định lựa chọn việc đi lưu diễn với một ca sĩ thay thế, nhưng sau đó quyết định hoãn chuyến lưu diễn Bắc Mỹ hoàn toàn trong khi Khan hồi phục. Chuyến lưu diễn sau đó vẫn được tiếp tục với ca sĩ của Rhapsody of Fire, Fabio Lione.
Sau những tin đồn giữa các fan và giới truyền thông cho rằng Khan đã rơi vào trạng thái lo âu và trầm cảm , Khan đã tự công bố cho báo chí Na Uy rằng lý do của sự sụp đổ của ông là do sự kiệt sức nặng nề. Ông sau này tiết lộ rằng ông đã quyết định rời khỏi ban nhạc vào thời điểm này, nhưng trong một thỏa thuận với Youngblood và phần còn lại của ban nhạc, họ sẽ không công bố sự ra đi của ông trong trường hợp ông hồi phục và thay đổi ý định của mình.
Ngày 21 tháng 4 năm 2011, Khan đã tự công bố sự ra đi khỏi ban nhạc trên blog của mình, trong khi ban nhạc đăng thông cáo chính thức vào ngày hôm sau. Trong thông cáo, Youngblood viết rằng Khan đã dành rất nhiều thời gian để đưa ra quyết định và ban nhạc tôn trọng điều này.

## Sau khi rời Kamelot
Ngày 8 tháng 6 năm 2012, Youngblood, đã công bố trong một cuộc phỏng vấn rằng ông vẫn giữ liên lạc với Khan sau sự ra đi của ông. Youngblood cho biết rằng Khan đang có sức khoẻ tốt, và hạnh phúc; ông đang làm việc và sinh sống tại Na Uy với gia đình.
Những thông tin về Khan sau khi rời khỏi ban nhạc khá ít ỏi, chủ yếu đến từ những nỗ lực tìm kiếm của người hâm mộ trên mạng xã hội và Internet. Khởi nguồn từ những video đăng tải trên YouTube được cho là giọng hát của Khan tại thời điểm ở Na Uy, những thông tin về Khan cho biết ông đã làm việc như một nhân viên tại Moss Frikirke, một nhà thờ Công giáo tại Moss, Na Uy sau khi rời khỏi ban nhạc; công việc của ông chủ yếu là với dàn nhạc của nhà thờ và với trẻ em trong nhà thờ. Ông cũng tham gia tổ chức các sự kiện cộng đồng tại địa phương, như một sự kiện ngày trượt ván mang tên "Moss Free Skate", nơi mọi người có thể vui chơi cũng như tham gia các hoạt động văn hoá thể thao. Ngoại hình của Khan cũng thay đổi trong thời gian này: ông xuất hiện với mái đầu hói được cạo trọc và đeo kính, với trang phục giản dị.
Vẫn tồn tại những thông tin về một khả năng Khan sẽ quay trở lại sự nghiệp ca hát, tuy không chắc chắn về việc ông có tiếp tục với metal hay không. Ngày 11 tháng 9 năm 2016, trong một thông cáo của mình, Moss Frikirke cho biết Khan đã ngừng công việc tại nhà thờ, với những hình ảnh cùng trẻ em. Đoạn thông cáo nhắc đến ông với danh xưng là "nhân viên Roy" chứ không phải Roy Sætre Khantatat, thành viên của nhà thờ, có đoạn: "Roy đã quản lý để tạo ra một cộng đồng độc đáo với thanh niên trong nhà thờ, và công việc của ông với câu lạc bộ thanh niên đã để lại dấu ấn bởi sự tôn trọng lẫn nhau... Roy vẫn là một phần của nhà thờ. Cùng với gia đình, ông vẫn sẽ sống và làm việc tại Moss. Vì vậy, đây sẽ là sự chia tay với một nhân viên hưởng lương người đã để lại dấu ấn, nhưng không với một lời từ biệt." Ông vẫn tiếp tục tham gia các hoạt động biểu diễn ca nhạc tại địa phương trong và sau thời gian làm việc tại nhà thờ.

## Trở lại với âm nhạc và tái ngộ với Conception
Ngày 1 tháng 4 năm 2018, Roy Khan ra mắt một bài hát trên YouTube mang tên "For All", đánh dấu sự quay trở lại với âm nhạc của mình. Vào cuối tháng 4, Khan cùng ban nhạc Conception chính thức khởi động một chiến dịch gọi vốn cộng đồng trên nền tảng PledgeMusic, chính thức đánh dấu việc tái hợp sau hai thập kỉ tan rã, bằng việc lên kế hoạch phát hành một EP mới vào mùa thu hoặc mùa đông cùng năm.

## Danh sách đĩa hát

### Với Conception
Album
- The Last Sunset (1991)
- Parallel Minds (1993)
- In Your Multitude (1995)
- Flow (1997)

EP
- Guilt/Sundance (1995)

### Với Kamelot
Album
- Siége Perilous (1998)
- The Fourth Legacy (1999)
- Karma (2001)
- Epica (2003)
- The Black Halo (2005)
- Ghost Opera (2007)
- Poetry for the Poisoned (2010)

Album trực tiếp
- The Expedition (2000)
- One Cold Winter's Night (2006)
- Ghost Opera: The Second Coming (2008)

DVD trực tiếp
- One Cold Winter's Night (2006)

### Khách mời
- Victory  - Voiceprint (1996) trong các ca khúc "The Hunter" và "On The Loose"[18]
- Crest of Darkness - The Ogress (1999) trong các ca khúc "Reference" và "Sweet Scent Of Death"
- Epica - Consign to Oblivion (2005) trong "Trois Vierges"
- Avantasia - The Scarecrow (2008) trong "Twisted Mind"